# RPG (Waffe)

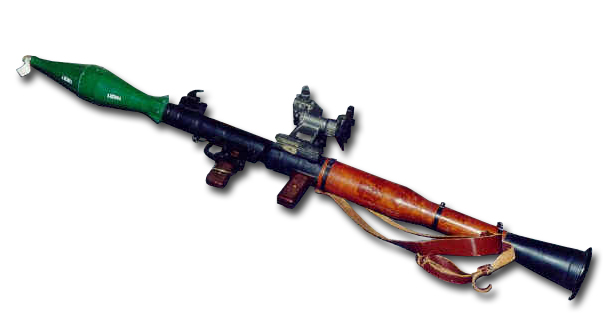
RPG-7

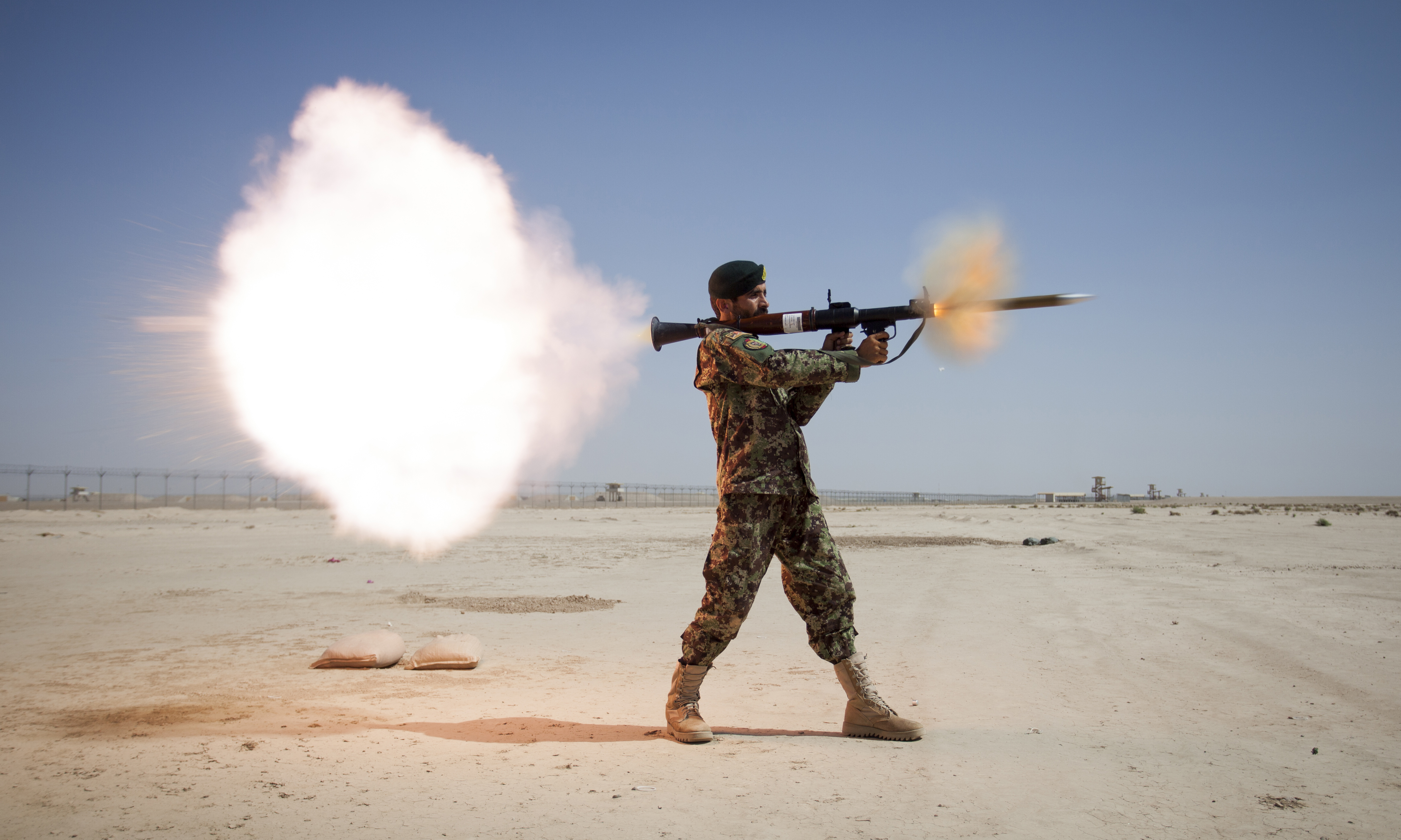
RPG-7 beim Abschuss

RPG (russisch Ручной Противотанковый Гранатомёт (РПГ), Rutschnoi Protiwotankowy Granatomjot (RPG); Hand-Panzerabwehr-Granatwerfer) ist eine sowjetische bzw. russische Serie von reaktiven Panzerbüchsen. Die Abkürzung steht im Englischen als Backronym für Rocket Propelled Grenade (raketenangetriebene Granate). Dies ist aber technisch falsch, weil nicht alle Waffen dieser Serie nach diesem Prinzip funktionieren.

## RPG-2

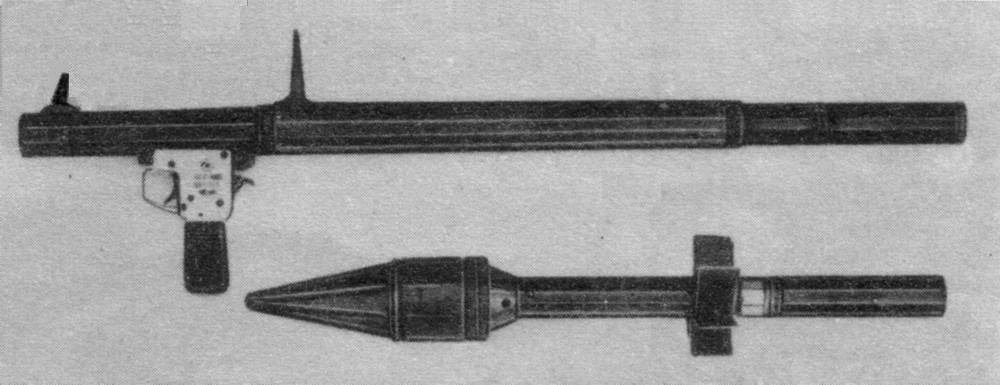
RPG-2 mit Granate

Die RPG-2 entstand 1947 aus der deutschen Panzerfaust „Gerät 150“ des Zweiten Weltkriegs. Die maximale Schussdistanz liegt bei 150 Metern.

## RPG-7
Die RPG-7 ist eine leichte Panzerabwehrwaffe und entstand 1961 als Weiterentwicklung der RPG-2. Die Waffe verwendet als erste das Prinzip der raketenangetriebenen Granate. Sie wurde von NPO Basalt und dem Degtjarjowwerk produziert.

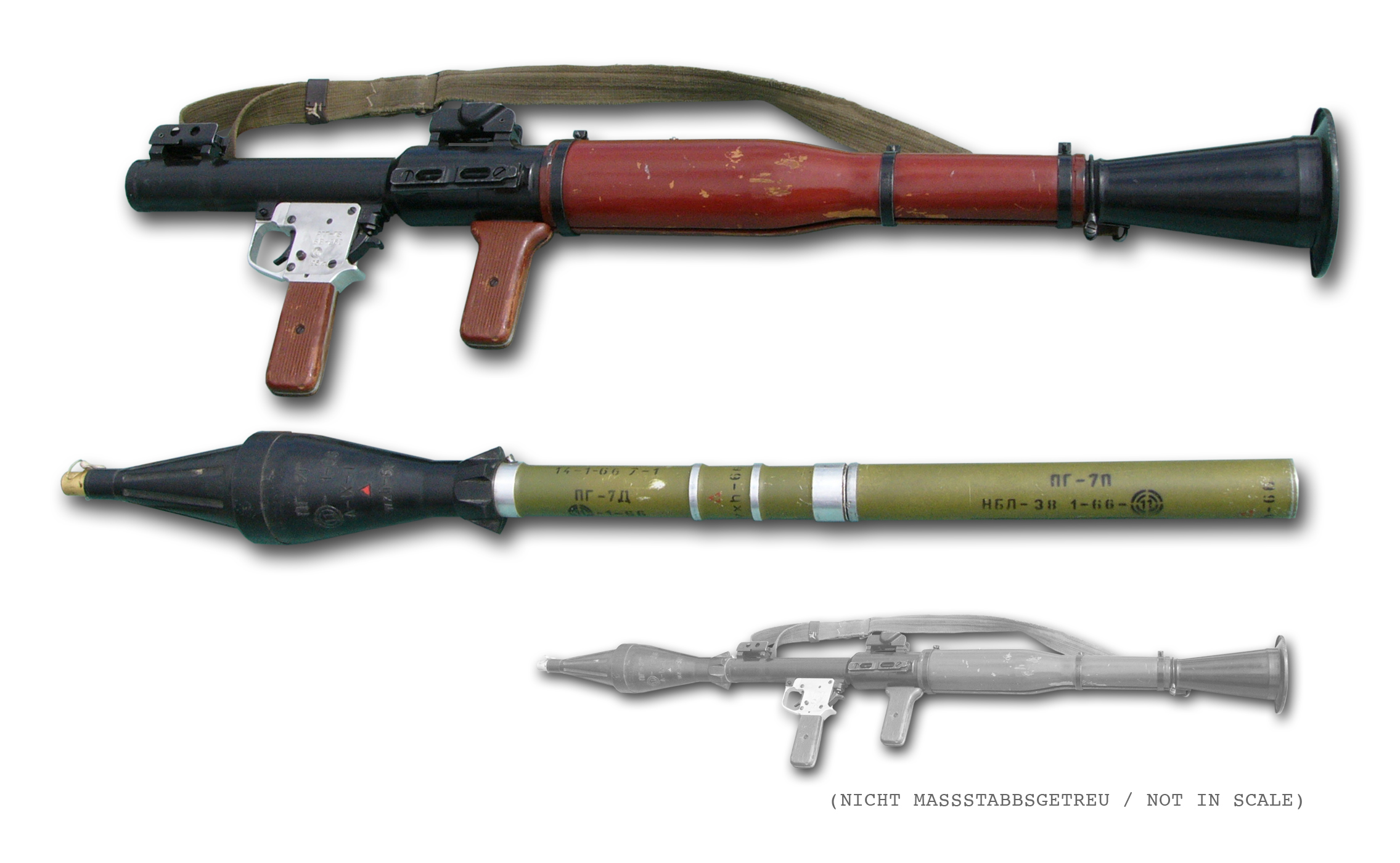
RPG 7 mit Gefechtsgranate

## RPG-16 Udar
Die RPG-16 ist eine reichweitengesteigerte Version der RPG-7. Die maximale Schussdistanz liegt je nach Variante zwischen 500 und 800 Metern.

## RPG-18 Mucha

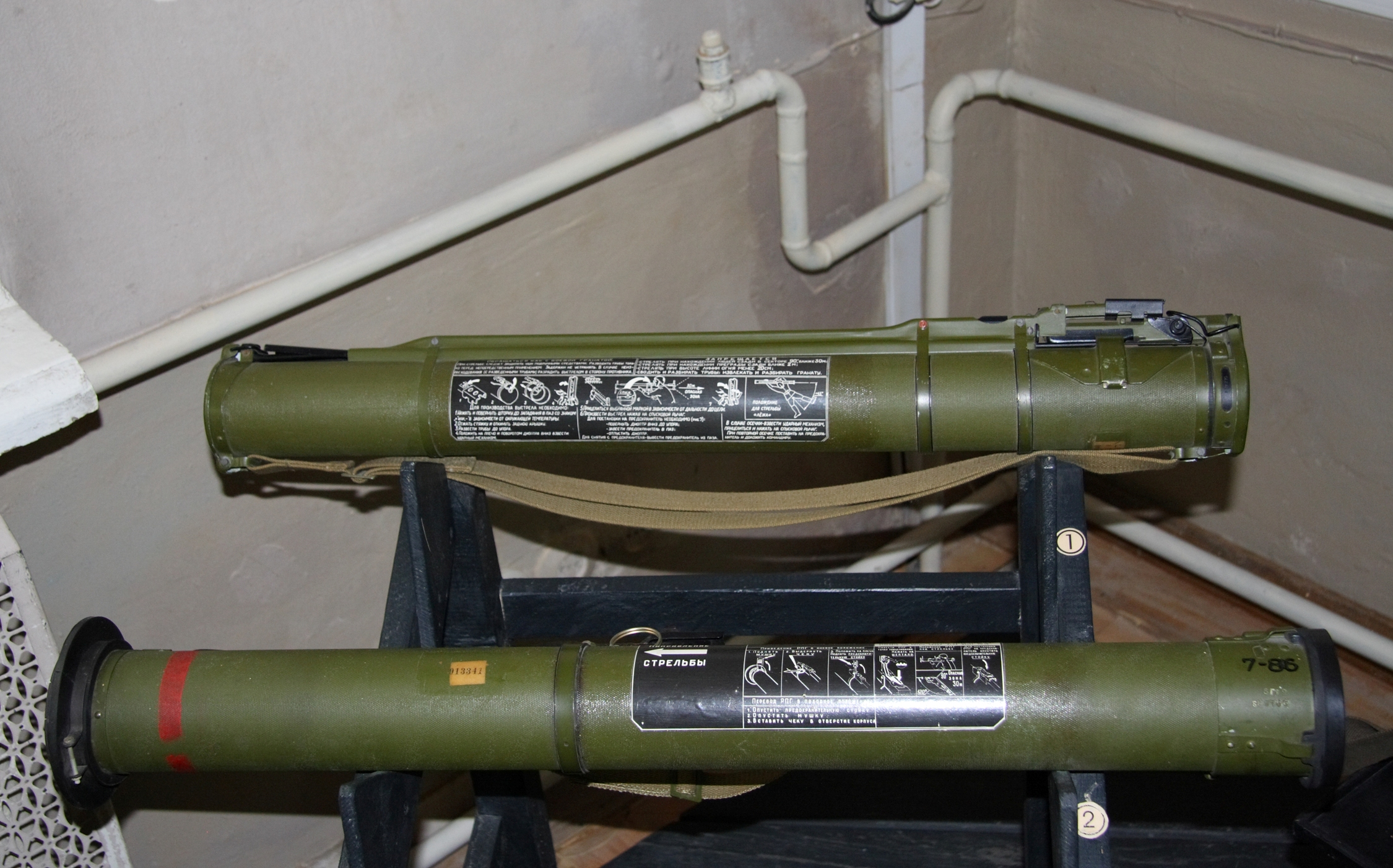
RPG-18 (oben) und RPG-26 (unten)

Die RPG-18 ist eine so genannte Wegwerfwaffe: Sie wird abgefeuert und das leergeschossene Startrohr dann weggeworfen. Die maximale Schussdistanz liegt nur noch bei 200 m. Mit einem Kaliber von 64 mm beträgt die Durchschlagsleistung 300 mm Panzerstahl.

## RPG-22 Neto
Die RPG-22 ist ebenso wie ihr Vorgänger eine Wegwerfwaffe, die maximal 200 m weit schießen kann. Die Rakete der RPG-22 hat aber ein Kaliber von 72,2 mm, wodurch sich die Durchschlagsleistung auf 390 mm Panzerstahl erhöht.

## RPG-26 Aglen
Die RPG-26 ist eine Weiterentwicklung der RPG-22 mit einer auf 250 m erhöhten Schussdistanz. Die Rakete hat nach wie vor ein Kaliber von 72,2 mm. Die Waffe besitzt folgende Durchschlagsleistung:
- 0400 mm Panzerstahl
- 1000 mm Stahlbeton
- 1500 mm Mauerwerk
- 2400 mm Erdreich

## RPG-27 Tawolga

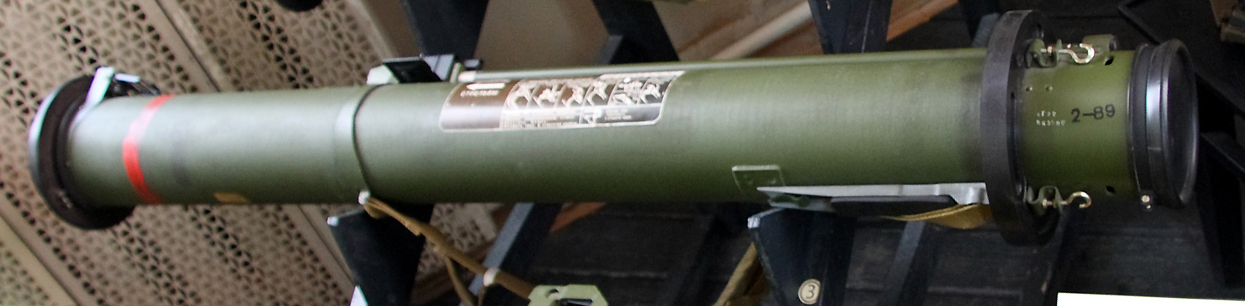
RPG-27

Bei der RPG-27, ebenfalls eine Wegwerfwaffe, wurde das Kaliber auf 105 mm vergrößert. Ihre Schussdistanz ist zwar auf 200 m gesunken, dafür gewinnt sie gegenüber ihrem Vorgänger enorm an Durchschlagskraft:
- 0600 mm Panzerstahl
- 1500 mm Stahlbeton
- 3700 mm Erdreich

## RPG-28 Kljukwa

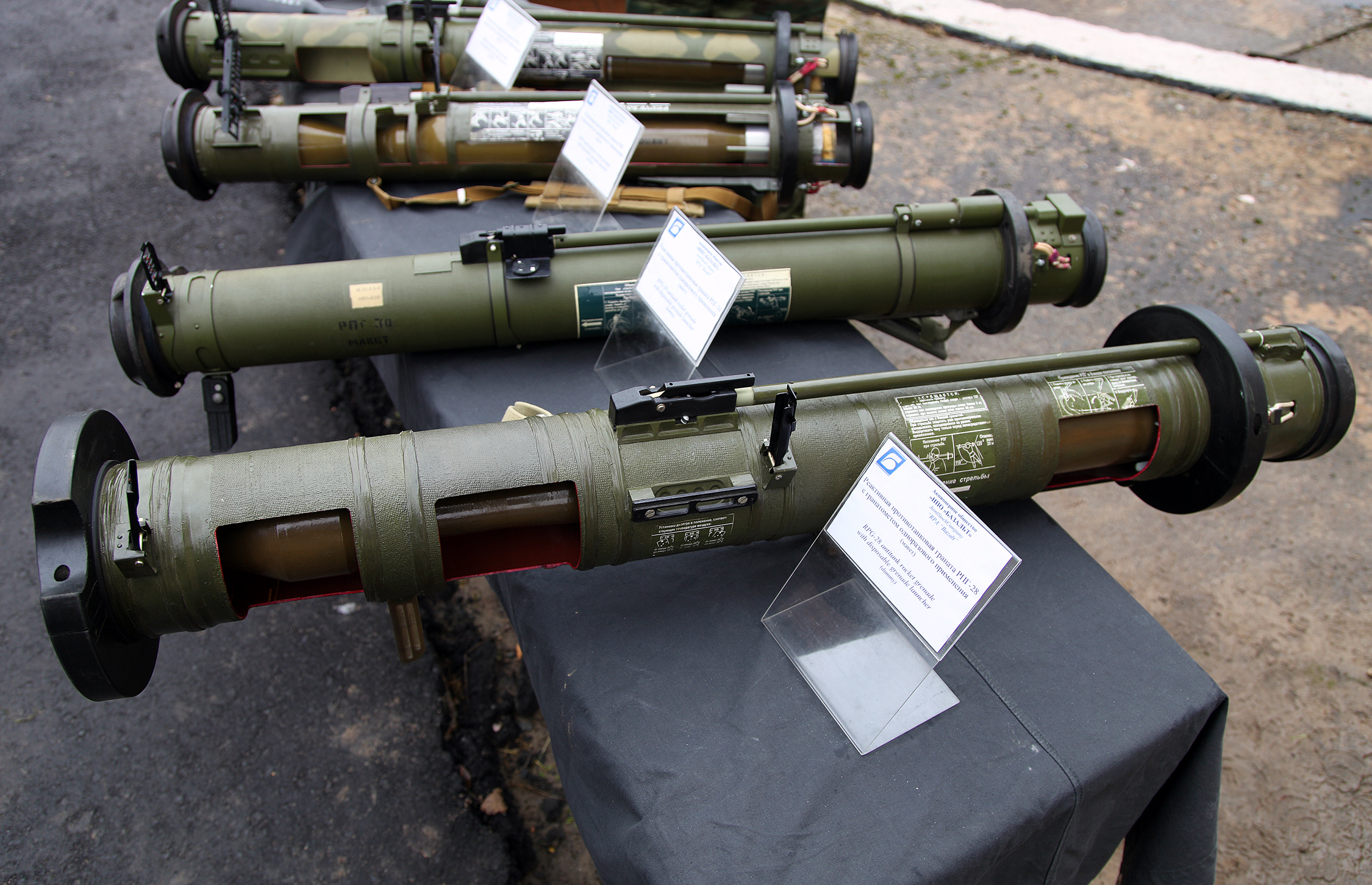
RPG-28 im Vordergrund

Die RPG-28 wurde 2007 vorgestellt und 2011 in Dienst gestellt. Es handelt sich dabei um eine Panzerabwehrrakete vom Kaliber 125 mm, welche in einem kurzen Wegwerf-Startrohr untergebracht ist. Die Rakete verfügt über einen Sprengkopf mit Tandemhohlladung, welcher eine Durchschlagsleistung von 900 mm Panzerstahl besitzt. Die RPG-28 wiegt insgesamt 12 kg, die Rakete 8,5 kg. Sie erreicht eine maximale Schussdistanz von 300 m.

## RPG-29 Wampir

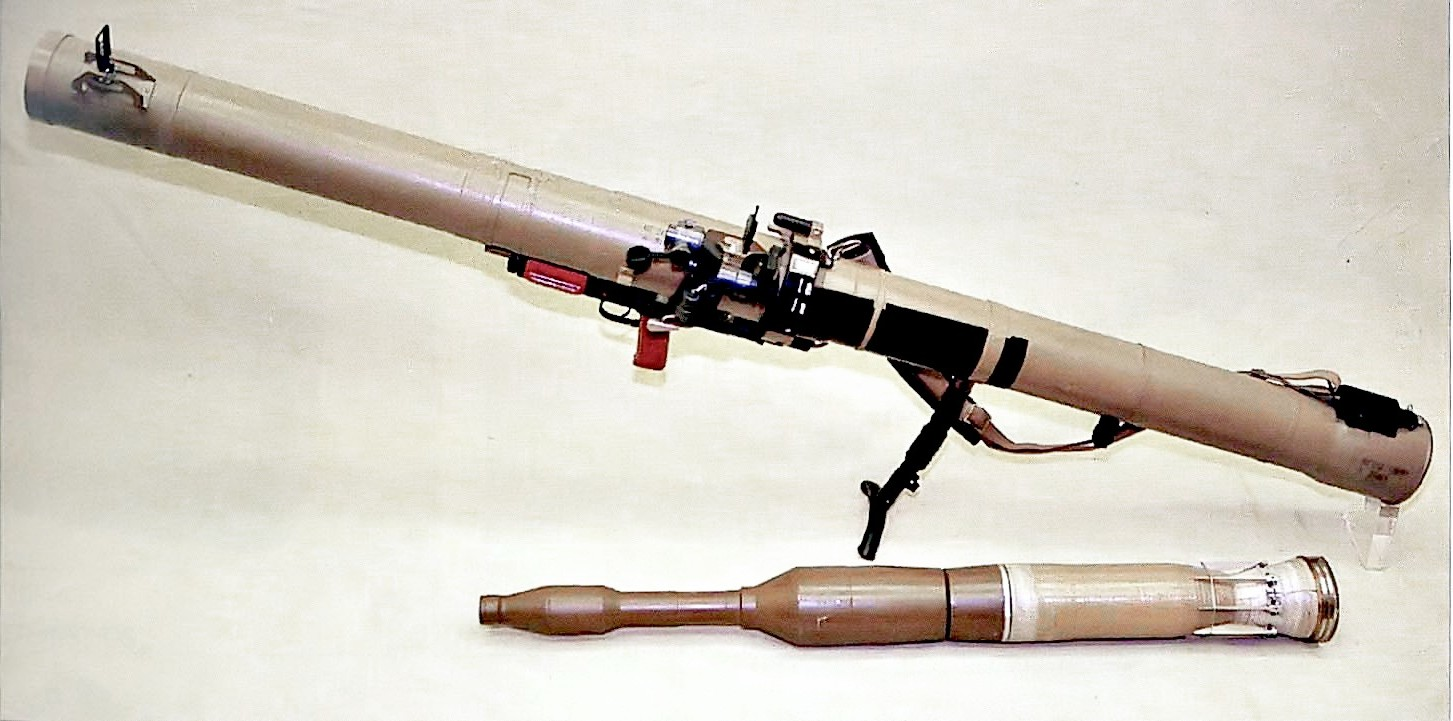
RPG-29 mit Granate

Im Gegensatz zu den meisten ihrer Vorgängerinnen kann die RPG-29 nachgeladen werden. Sie kann Raketen sowohl mit Kaliber 65 mm als auch 105 mm abfeuern und erreicht damit eine Schussdistanz von 500 m. Die Durchschlagsleistung liegt dabei wie folgt: 
- 0750 mm Panzerstahl
- 1500 mm Stahlbeton
- 3700 mm Erdreich

## RPG-30 Krjuk

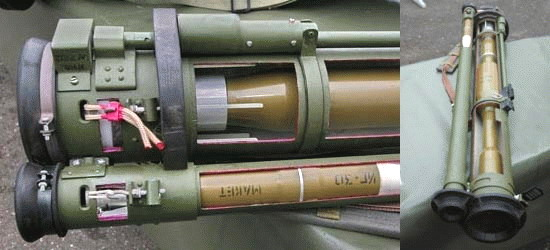
Die RPG-30

Die RPG-30 ist eine zweirohrige Waffe, die  Hardkill-Systeme überwinden kann. Die Waffe ist für den einmaligen Gebrauch gedacht. Sie nutzt einen leichten Granatimitator, der etwa 0,1 s vor dem eigentlichen Gefechtskopf das Ziel erreicht und die APS auslöst. Anschließend trifft der Gefechtskopf das Ziel und zerstört es. Die 105-mm-Rakete ist ein Ebenbild der RPG-29-Rakete und hat ebenso ein Gewicht von 4,5 kg sowie eine Durchschlagsleistung von 650–700 mm. Die Gesamtmasse der RPG-30 beträgt 10,3 kg, ihre Länge 1135 mm. Die RPG-30 wurde 2012 in Dienst gestellt.

## RPG-32 Chaschim
Bei der RPG-32, einer entfernten Nachfolgerin der RPG-27, können zwei Raketentypen verschossen werden: eine Rakete mit Splittergefechtskopf vom Kaliber 72 mm oder eine Rakete mit Tandemhohlladung vom Kaliber 105 mm. In beiden Fällen wird eine maximale Schussdistanz von 200 m erreicht. Mit einer 105-mm-Rakete durchdringt die RPG-32 650 mm Panzerstahl.